# Macrocoma obscuripes
Macrocoma obscuripes é uma espécie de escaravelho de folha endémico às Ilhas Canárias. Foi primeiro descrito por Thomas Vernon Wollaston em 1862 como espécies de Pseudocolaspis.  É encontrado em Grande Canária.